# Monteringsanvisning
En monteringsanvisning är en förklarande text och/eller bilder som visar hur ett föremål ska sättas ihop för att fungera på avsett sätt.
Vanligast är ett dokument som medföljer föremålet, men monteringsanvisningen kan lika gärna levereras i videoform, exempelvis som DVD-skiva.